# Kostas Drygianakis
Kostas Drygianakis (griechisch Κώστας Δρυγιανάκης, Κωστής Δρυγιανάκης Costís Dryganákis; * 1965 in Volos) ist ein griechischer Komponist und Musiker sowie Musikproduzent.

## Leben
Drygianakis studierte Physik und Sozialanthropologie an der Universität Thessaloniki. Nachdem er als Jugendlicher Keyboards in einer Gruppe namens Egopigo gespielt hatte, begann seine professionelle musikalische Laufbahn 1984 mit der Band Optical Music (mit Yiannis Argyropoulos, Christos Kaltis, Kostas Pandopoulos und Alexis Karavergos) die mit Unterbrechungen bis 1998 aktiv war. Sie arbeitete mit Elementen der freien Improvisation und mit elektroakustischen Experimenten. Mit der Gruppe entstanden zwei Alben (Tomos 1, 1987 und Tomos 2, 1994). 
Daneben trat er mit Ross Daly & Djamchid Chemirani auf und arbeitete in den elektronischen Studios Graffiti in Laris mit Stathis Theocharakis zusammen; er komponierte auch Musik für Theaterproduktionen und Dokumentarfilme. Nach 1998 verfolgte Drygianakis eine solistische Laufbahn und veröffentlichte eine Reihe von Soloalben, darunter Post-Optical Landscapes. Nach 2000 nahm er als Interpret elektronischer Musik und konkreter Musik an Improvisationssessions teil. 2002 trug er die elektronische Musik zu Theocharakis' Album Wish You a Nice Resurrection bei.